# Renato Ruggiero
Renato Ruggiero (Nápoles, 9 de abril de 1930 - Milán, 4 de agosto de 2013) fue un político italiano. Se desempeñó como director general de la Organización Mundial del Comercio, y fue por un periodo breve Ministro de Asuntos Exteriores de Italia durante 2001. 
Nacido en la ciudad de Nápoles, Ruggiero fue Secretario de Comercio, y trabajó en muchas empresas privadas tales como Fiat y la compañía energética ENI. Ruggiero entró al servicio exterior tras graduarse de Leyes de la Universidad de Nápoles Federico II. Tras una brillante carrera, se convirtió en un diplomático de alto rango. Fue director general de la OMC entre 1995 y 1999, tras lo cual fue embajador en distintas misiones diplomáticas italianas. En el momento de su muerte trabajaba en la compañía multinacional Citigroup.

## Distinciones honoríficas
- Caballero gran cruz de la Orden al Mérito de la República Italiana.
- Caballero comendador de la Orden de San Miguel y San Jorge.
- Gran cordón de la Orden del Tesoro Sagrado.
- Caballero gran cruz de la Orden de San Gregorio Magno.
- Caballero gran cruz de la Sagrada Orden Militar Constantiniana de San Jorge.